# Luis Arráez
Luis Sangel Arráez (San Felipe, 9 aprile 1997) è un giocatore di baseball venezuelano che gioca nei ruoli da interno per i San Diego Padres della Major League Baseball (MLB).

## Carriera

### Inizi
Arráez ha firmato con i Minnesota Twins come free agent internazionale nel novembre 2013. Ha fatto il suo debutto professionale nel 2014 con i Dominican Summer League Twins, registrando una media battuta di .348/.433/.400 con 15 RBI. Nel 2015 ha giocato per i GCL Twins, con una media di .306/.377/.388 con 19 RBI. Nel 2016 ha giocato per i Cedar Rapids Kernels con una media battuta di .347 (secondo nella Midwest League)/.386/.444, con 67 punti segnati (ottavo), 31 doppi (nono), 3 fuoricampo e 66 RBI.
Nel 2017 Arráez ha giocato solo tre partite per i Fort Myers Miracle a causa di una rottura del legamento crociato anteriore. È tornato dall'infortunio nel 2018, giocando per Fort Myers e per i Chattanooga Lookouts, con una media combinata di .310/.361/.397, 3 fuoricampo e 36 RBI. I Twins lo hanno aggiunto al loro roster di 40 giocatori dopo la stagione 2018.
Arráez ha iniziato la stagione 2019 con i Pensacola Blue Wahoos, con una media battuta di .342/.415/.397 e 14 RBI in 38 partite. È stato promosso ai Rochester Red Wings il 14 maggio 2019.

### Minnesota Twins
Il 17 maggio 2019 i Minnesota Twins chiamarono Arráez per la prima volta in Major League. Debuttò in MLB il giorno seguente contro i Seattle Mariners ottenendo un doppio. Il 21 maggio Arráez batté il suo primo fuoricampo in Major League contro i Los Angeles Angels. Concluse la stagione 2019 con una media battuta di .334 in 326 turni di battuta in 92 partite, con 36 basi su ball e 29 strikeout, classificandosi sesto nelle votazioni per il Rookie dell'Anno della American League (AL). Guidò l'AL con la più alta percentuale di battute verso l'esterno opposto, pari al 36,7%.
Nel 2020, annata in cui la MLB venne accorciata a causa della pandemia di COVID-19, Arráez batté con una media di .321/.364/.402 con 13 RBI in 112 turni di battuta in 32 partite. Nel 2021 la sua media battuta fu invece di .294/.357/.376 in 428 turni, con 6 tripli (quarto nell'American League).
Il 5 giugno 2022 Arráez raggiunse la base per cinque volte, grazie a quattro valide e una base su ball, nella vittoria per 8-6 contro i Toronto Blue Jays. Il 9 giugno, il trio composto da Arráez, Byron Buxton e Carlos Correa aprì con tre fuoricampo consecutivi la partita contro il lanciatore Gerrit Cole e i New York Yankees. L'11 giugno Arráez realizzò il suo primo grande slam in carriera contro Shane Baz dei Tampa Bay Rays. Fu scelto per il suo primo All-Star Game della MLB come riserva per la American League.
Nel 2022 Arráez batté con una media di .316/.375/.420 con 50 basi su ball e 43 strikeout in 547 turni di battuta, guidando l'AL nel rapporto tra turni di battuta e strikeout (12,7). Venne eliminato al piatto nel 7,1% delle sue apparizioni in battuta, la percentuale più bassa di tutti i battitori della Major League nel 2022. Arráez fece contatto con il 94,1% dei lanci a lui diretti, il tasso più alto della MLB. Contro lanci fuori dalla zona, fece contatto il 91,1% delle volte, e contro lanci nella zona fece contatto con il 96% dei lanci, entrambe le percentuali più alte della lega. Giocò 65 partite come prima base, 41 come seconda base, 38 come battitore designato e 7 come terza base. Arráez vinse per la prima volta il Premio Luis Aparicio, insieme a José Altuve degli Houston Astros, come migliori giocatori venezuelani della stagione MLB. La sua media battuta di .316 gli fece vincere il titolo di miglior battitore dell'AL e privò della tripla corona Aaron Judge dei New York Yankees, il quale guidò l'AL in fuoricampo e RBI, ma terminò secondo dietro ad Arráez con una media di .311.

### Miami Marlins
Il 20 gennaio 2023 i Twins scambiarono Arráez con i Miami Marlins in cambio di Pablo López, José Salas e Byron Chourio. Il salario di Arráez per la stagione 2023, pari a 6,1 milioni di dollari, fu stabilito tramite il processo di arbitrato.
L'11 aprile 2023 Arráez divenne il primo giocatore nella storia dei Marlins a realizzare un ciclo, in occasione di una vittoria per 8-4 contro i Philadelphia Phillies. Fino a quel momento, i Marlins erano l'unica squadra a non avere mai avuto un giocatore che realizzasse un ciclo. Il successivo 6 giugno Arráez batté 2 su 4 con due punti segnati e un RBI, diventando il primo giocatore dai tempi di Chipper Jones degli Atlanta Braves a mantenere una media battuta superiore a .400 dopo almeno 62 partite giocate dalla squadra. Tuttavia, quella serie durò solo quattro giorni: l'11 giugno, con una prestazione di 1 su 5, la sua media scese a .397. Nei due incontri successivi concluse 0 su 4 e 0 su 5. Il 19 giugno, con una prestazione di 5 su 5, riuscì nuovamente a portare la sua media battuta sopra .400. I suoi tre incontri da cinque valide nel mese di giugno, un record stagionale dei Miami Marlins, eguagliarono il primato stabilito da Ty Cobb, George Sisler e Dave Winfield per il maggior numero di partite con cinque valide in un solo mese. A metà stagione Arráez fu votato come seconda base titolare per la National League all'All-Star Game 2023 della MLB.
Arráez concluse la stagione con una media battuta di .354, la più alta della MLB, vincendo il titolo di miglior battitore della National League. Divenne il secondo giocatore nell'era moderna a vincere il titolo di miglior battitore in entrambe le leghe, dopo DJ LeMahieu, e il primo a farlo in due stagioni consecutive.

### San Diego Padres
Il 4 maggio 2024 i Miami Marlins scambiarono Arráez e una somma di denaro ai San Diego Padres in cambio di Dillon Head, Jakob Marsee, Nathan Martorella e Woo-suk Go. Il 29 settembre Arráez registrò la sua 200ª valida della stagione. Divenne il primo giocatore nella storia della lega a vincere tre titoli consecutivi di miglior battitore con tre squadre diverse. Concluse la stagione con una media battuta di .314, mentre Shōhei Ōtani si piazzò secondo con .310. Ohtani guidò la National League in fuoricampo e RBI, ma Arráez gli impedì di vincere la tripla corona. Arráez venne eliminato al piatto solo nel 4,3% delle volte, la percentuale più bassa di tutti i battitori della MLB.

## Palmarès

### Individuale
- MLB All-Star: 2

2022, 2023, 2024